# Vlasta Charvátová
Vlasta Charvátová, rodným jménem Karešová, (19. října 1925 Praha – 2. září 2001 Praha) byla česká odbojářka československého protikomunistického odboje, odsouzená roku 1949 na doživotí v rámci procesu s ilegální skupinou ZVON a propuštěná roku 1963. Jejím manželem byl Josef Charvát, který byl ve stejném procesu odsouzen k trestu smrti a následně zavražděn.

## Životopis
Vlasta Charvátová se narodila dne 19. října 1925 jako Vlasta Karešová do rodiny Arnošta Kareše, čsl. konzula ve Francii a Marie Karešové, roz. Fačkové. Deset let v dětství strávila ve Francii a naučila se tedy velice dobře francouzsky. Období druhé světové války již strávila v Praze. V té době se seznámila s o dva roky starším Josefem Charvátem, za nějž se roku 1944 provdala, následujícího roku maturovala, v dubnu 1945 porodila syna Jana, jenž však po měsíci zemřel, a roku 1948 se jim narodil syn Petr. Následně nastoupila na Filozofickou fakultu UK, kde studovala jazyky. Brzy však musela studium ukončit, neboť jí bylo odňato stipendium. Živila se jako technická překladatelka ve Škodových závodech, od začátku roku 1949 zastávala roli ženy v domácnosti. Oba dva manželé byli od roku 1946 členy Československé strany lidové.

### Po únoru 1948
Po komunistickém puči se mladí manželé nehodlali smířit s vývojem situace a rozhodli se zapojit do odporu proti totalitnímu režimu. Jejich byt na Fochově třídě č. 4 (dnes ulice Svatovítská v pražských Dejvicích) se stal významným místem setkávání protirežimně naladěných osob a místem, kde v průběhu jara roku 1949 vznikl plán na uskutečnění převratu. Ten byl naplánován na 17. května téhož roku a jeho primárním cílem bylo svržení komunistické moci, dosazení dočasné vlády, do jejíhož čela měl být umístěn v té době vězněný generál Karel Kutlvašr, a osvobození všech politických vězňů. Jednalo se o rozsáhlý plán, do nějž bylo zasvěceno přes sto osob, počítalo se s pomocí skautů pod vedením Dagmar Skálové, a bylo překvapením, že dlouho unikal pozornosti StB. Ta se o něm dozvěděla až několik dní před akcí a zasáhla na poslední chvíli. První akce však proběhly již dříve. Dne 7. května manželé Charvátovi spolu s Vratislavem Polesným, jedním z klíčových organizátorů převratu, vyrazili do Litoměřic, kde se nacházela vazební věznice, kterou Polesný znal a v níž byli drženi političtí vězni, kterým chtěli pomoci uprchnout. Nedostali se ale ani přes vrátnici. Další pokus proběhl 12. května, tehdy přijeli ve více lidech a byli vyzbrojeni pistolemi, tato snaha ovšem skončila přestřelkou a fiaskem. Vlasta Charvátová při ní postřelila jednoho z dozorců a následně museli všichni zúčastnění utéct. Jejich totožnost nebyla prozrazena, ale nejspíš tento incident přiblížil mocenské orgány jejich odhalení. Naprostá většina účastníků byla zatčena při rozsáhlém zátahu až v průběhu posledních 24 hodin před dnem D, někteří dokonce až v samotný den D (včetně manželů Charvátových). Ti byli zadrženi nad ránem ve svém bytě a odvezeni k výslechu do Bartolomějské ulice a následně převezeni na Pankrác.

### Výslechy, soud a věznění
Výslech prováděl vyšetřovatel Pešek mimořádně brutálním způsobem, přičemž Vlasta Charvátová byla v onu dobu opět těhotná. Sama k tomu říká toto:
„Již dne 17. května 1949, při zatčení v Praze 19, Fochova tř. č. 4 v mém bytě, byla jsem orgány, kteří mne zatýkali, zfackována tak, až jsem upadla na zeď a upadla téměř do bezvědomí. Při tom mi bylo nadáváno kurev židovských a podobně. Byla jsem odvezena do Bartolomějské ulice na StB, kde jsem byla ihned nepřetržitě po tři dny a noci vyslýchána a rovněž bita. Po tuto dobu výslechů nebyla mi dána žádná strava ani voda. Výslechu se zúčastnilo sedm vyslýchajících orgánů, jejichž jména neznám. Asi v druhé noci mých výslechů byl přítomen též velitel policejního oddělení pankrácké věznice, jménem Pešek.

Při výsleších, které prováděl zmíněný Pešek, mne bil gumovým obuškem přes chodidla, kdy jsem napočítala sto ran a víc jsem o sobě již ani nevěděla. Když jsem neodpovídala k jeho otázkám dost rychle, nechal přinést kbelík vody, chytil mne za vlasy a ponořoval hlavu do vody. Na několik vteřin mně hlavu z vody vytáhl, aby mi mohl položit další otázku, a když nebyla odpověď jemu uspokojující, opakovalo se ponořování hlavy do vody po celé dvě hodiny. Toto jsem zjistila na hodinách, které měl na stole. Na moji žádost mi odepřel i jít na záchod, a proto jsem vykonala svou tělesnou potřebu ve svém oděvu. To Peška tak rozčílilo, že mi dal facku, až jsem upadla na zem, kde po mně dupal botou a tloukl do hlavy klíči. Dále při výslechu nechal Pešek přinést železný náramek, uvnitř vyložený ostny, který mi nasadil na zápěstí, kdy se ostny zadíraly do masa, až jsem krvácela. Musela jsem se vysvléci do naha a bez slamníku a přikrývek jsem byla držena po dobu dalších deseti dnů. Po mém dodání do temnice zjistila jsem silné krvácení, a toto jsem hlásila jak Peškovi, tak ženě, která prováděla střežení. Při tom jsem podotkla, že mám obavy z potratu. Žádala jsem lékařské ošetření, a to jak na Peškovi, tak zmíněné ženě, ale Pešek odpověděl, že je jednodušší, když taková bestie chcípne sama, než aby se jí muselo věšet. K ukojení žízně byly jsme nuceny pít vodu z klozetu. Jeho další opatření bylo, že jeden den byl půst a druhý den jen polovina normální dávky stravy. Za celou dobu jsme neměly žádné toaletní potřeby jako mýdlo, hřeben, kartáček na zuby a podobně.“
Vlasta Charvátová v důsledku výslechů skutečně potratila. V souvislosti s touto akcí bylo žalováno státní prokuraturou celkem 98 osob. Tyto osoby byly rozděleny do pěti skupin a souzeny postupně dvěma senáty Státního soudu v Praze, civilním (předseda Jaroslav Novák, prokurátor Karel Čížek) a smíšeným (předseda plk. Štella, prokurátor Juraj Vieska). Hrozil jí trest smrti, od kterého bylo ale nakonec upuštěno, protože režim nechtěl popravit ženu (jednalo se o dobu před procesem s Miladou Horákovou) a v procesu konaném ve dnech 19.-22. srpna 1949 v budově Státního soudu na Pankráci byla odsouzena k doživotnímu vězení. Bylo jí tehdy 24 let. Její muž a několik dalších účastníků pokusu o převrat (např. Vratislav Polesný) byli však odsouzeni k nejvyššímu trestu, který na nich byl 5. listopadu téhož roku vykonán. U všech těchto obžalovaných soud vyslovil také pozbytí čestných práv občanských a konfiskaci celého majetku, což byl standardní krok komunistické justice v takovýchto případech.

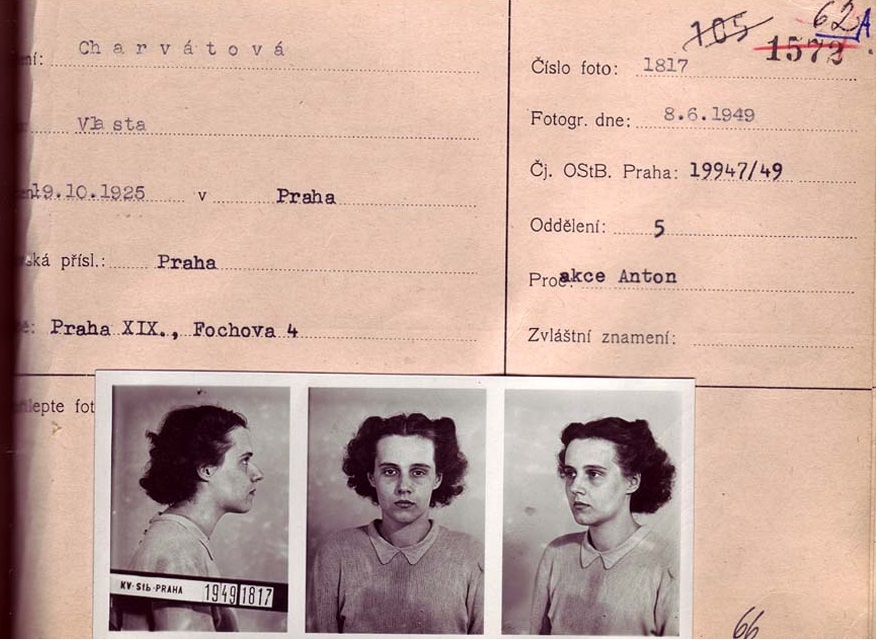
Záznam o zatčení Vlasty Charvátové

Vlasta Charvátová prošla několika ženskými věznicemi včetně té nejznámější v Pardubicích. Zde se měla možnost seznámit s dalšími inspirativními ženami, které zde byly vězněny, krom již zmíněné Dagmar Skálové šlo třeba také o Dagmar Šimkovou, profesorku Růženu Vackovou, či básnířku Boženu Kuklovou-Jíšovou. Její chování bylo popisováno jako vzpurné, odmítala se režimu podvolit. I přesto byla v době politického tání v šedesátých letech podmínečně propuštěna po 14 a půl letech nespravedlivého věznění. Stalo se tak 18. prosince 1963.

### Po propuštění
Tehdy patnáctiletý syn Petr, vychovávaný do té doby u příbuzných a v dětských domovech, nenesl setkání s matkou dobře a krátce po jejím propuštění spáchal sebevraždu. Roku 2000 převzala od prezidenta Václava Havla Medaili za hrdinství. Zemřela 2. září 2001 v Praze ve věku 75 let. Její jméno je připomenuto na čestném pohřebišti politických vězňů na motolském hřbitově, kde leží s největší pravděpodobností také zpopelněné ostatky jejího manžela Josefa. Rehabilitována byla až po Sametové revoluci a nikdo z jejích vyšetřovatelů (včetně vyšetřovatele Peška) nebyl za své chování nikdy nijak potrestán.